# Eriostethus mesorufus
Eriostethus mesorufus är en stekelart som beskrevs av Setsuya Momoi 1966. Eriostethus mesorufus ingår i släktet Eriostethus och familjen brokparasitsteklar. Inga underarter finns listade i Catalogue of Life.